# حارة الشهيد نجيب (كريتر)
حارة الشهيد نجيب هي إحدى حارات حي الصمود الواقع بمديرية كريتر التابعة لمحافظة عدن، بلغ تعداد سكانها 1340 نسمة حسب تعداد اليمن لعام 2004.